# Baywatch Nights
Baywatch Nights je americký dramatický televizní seriál, jehož autory jsou Michael Berk, David Hasselhoff, Douglas Schwartz a Gregory J. Bonann. Vysílán byl v letech 1995–1997 v syndikaci. Celkem vzniklo 44 dílů rozdělených do dvou řad. Jedná se o spin-off seriálu Pobřežní hlídka, odkud přešli představitelé hlavních rolí David Hasselhoff a Gregory Alan Williams. V některých dílech ve svých rolích hostují i další herci z Pobřežní hlídky, naopak Donna D'Errico se po skončení Baywatch Nights stala součástí ansámblu Pobřežní hlídky.

## Příběh
Seržant Garner Ellerbee, který byl přiděleným policejním důstojníkem na pláži v okrese Los Angeles County, se v důsledku krize středního věku rozhodne svoje zaměstnání opustit a založit soukromou detektivní agenturu. V tom ho podpoří jeho kamarád a šéf tamní pobřežní hlídky Mitch Buchannon. Společně pak i s dalšími kolegy vyšetřují kriminální případy v oblasti. Ve druhé řadě seriálu se detektivové věnují nadpřirozeným úkazům a řeší události a bytosti spadající do oblasti sci-fi. Ellerbee odešel a nahradil ho expert na paranormální jevy Diamont Teague.

## Obsazení
- David Hasselhoff jako Mitch Buchannon
- Gregory Alan Williams jako Garner Ellerbee (1. řada)
- Angie Harmon jako Ryan McBrideová
- Lisa Stahl jako Destiny Desimoneová (1. řada)
- Lou Rawls jako Lou Raymond (1. řada)
- Eddie Cibrian jako Griff Walker
- Donna D'Errico jako Donna Marcová
- Dorian Gregory jako Diamont Teague (2. řada)

## Vysílání
| Řada | Díly | Premiéra v USA | Premiéra v USA  | Premiéra v ČR  | Premiéra v ČR     |
| Řada | Díly | První díl      | Poslední díl    | První díl      | Poslední díl      |
| ---- | ---- | -------------- | --------------- | -------------- | ----------------- |
| 1    | 22   | 30. září 1995  | 18. května 1996 | 13. února 1997 | 12. července 1997 |
| 2    | 22   | 29. září 1996  | 17. května 1997 | 31. srpna 1998 | 16. června 2000   |